# Schweizerische Südostbahn
De Schweizerische Südostbahn AG (afgekort SOB) is een spoorwegonderneming in Zwitserland met hoofdkantoor in St. Gallen. Het bedrijf is ontstaan door een fusie per 1 januari 2001 van de toenmalige Südostbahn (SOB) met de Bodensee–Toggenburg-Bahn (BT). Het net van de huidige SOB is 111 km lang.

## Geschiedenis
In 1877 werden de voorlopers van de Südostbahn (SOB) opgericht als Wädenswil-Einsiedeln-Bahn (WE). In 1878 volgde de Zürichsee-Gotthardbahn (ZGB) die over een op datzelfde moment geopende dam in de Zürichsee ging.
Twaalf jaar later, op 1 januari 1890, ontstond de Südostbahn met het toenmalige hoofdkantoor in Wädenswil door een fusie van WE met de ZGB. Het net bestond toen uit twee lijnen, het traject Wädenswil–Einsiedeln, en het geïsoleerde traject over de dam in de Zürichsee; Rapperswil–Pfäffikon SZ.
In 1891 begon de ZGB met de verbinding naar de net geopende Gotthardspoorlijn en de lijn Rapperswil–Pfäffikon SZ. De uitbreiding bestond uit de volgende trajecten; van Pfäffikon SZ naar Samstagern en van Biberbrugg naar Arth-Goldau. Karakteristiek van de SOB netwerk zijn de hellingen tot 52 ‰.

### Samenwerking

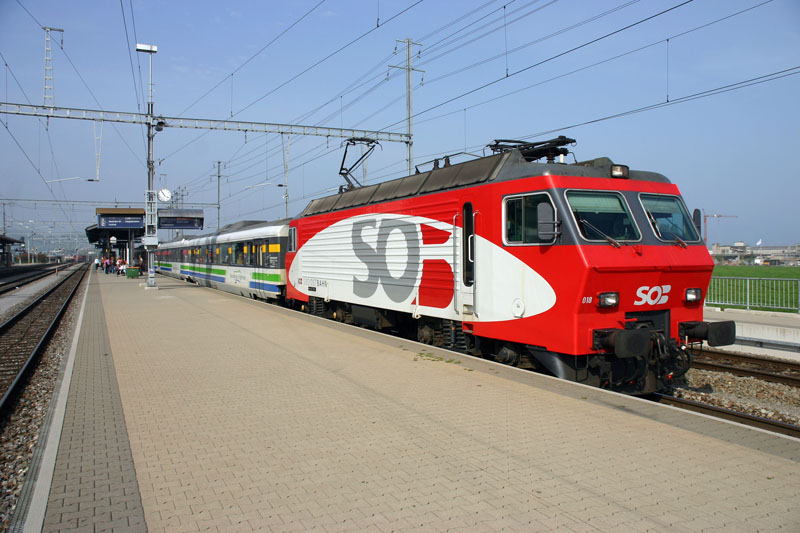
Voralpen-Express Luzern - Romanshorn in Pfäffikon SZ

Met de start van elektrische tractie bij de Südostbahn in 1939 ontstonden er nieuwe samenwerking mogelijkheden met de Bodensee–Toggenburg-Bahn. In het jaar 1940 werd de directe trein verbinding St. Gallen – Arth-Goldau gestart. De trein reed tot 1945 alleen op zondag en vanaf 1947 reed de trein dagelijks. Tevens werd deze trein verlengd naar Luzern. Met deze spoorlijn ontstond een directe verbinding tussen Noord-Oost Zwitserland en Centraal Zwitserland. Tegenwoordig is deze verbinding bekend als "Voralpen-Express"
Bij de start van de elektrische tractie bij de SOB waren er nog geen treinstellen en locomotieven afgeleverd zodat deze gehuurd moesten werden van de BT en de SBB.
Sinds 1955 kwam het eerste idee om de treindiensten en de werkplaatsen samen te voegen. Dat voorstel mislukte bij voorbaat.

### Fusie

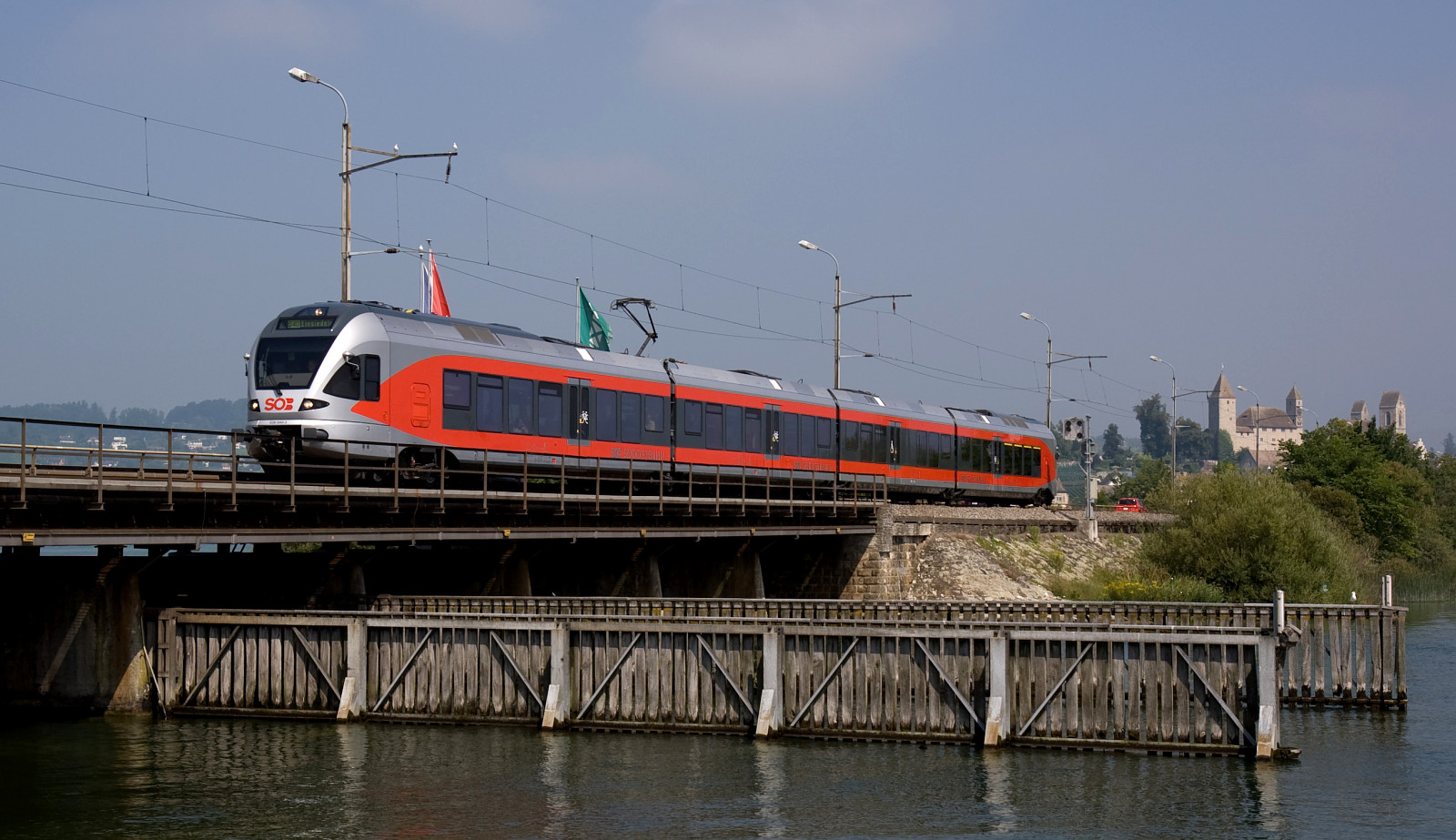
Nieuwe Generatie SOB treinstellen: Stadler FLIRT

Sinds de fusie per 1 januari 2001 van de Südostbahn met de Bodensee–Toggenburg-Bahn werd de Schweizerische Südostbahn (SOB) eigenaar van de volgende trajecten:
- Romanshorn – St. Gallen St. Fiden (19,1 km)
- St. Gallen – Wattwil – Nesslau-Neu St. Johann (44,5 km)
- Rapperswil – Pfäffikon SZ (Seedamm) (4 km)
- Pfäffikon SZ – Arth-Goldau (34,6 km)
- Wädenswil – Einsiedeln (16,7 km)

### Voralpen-Express

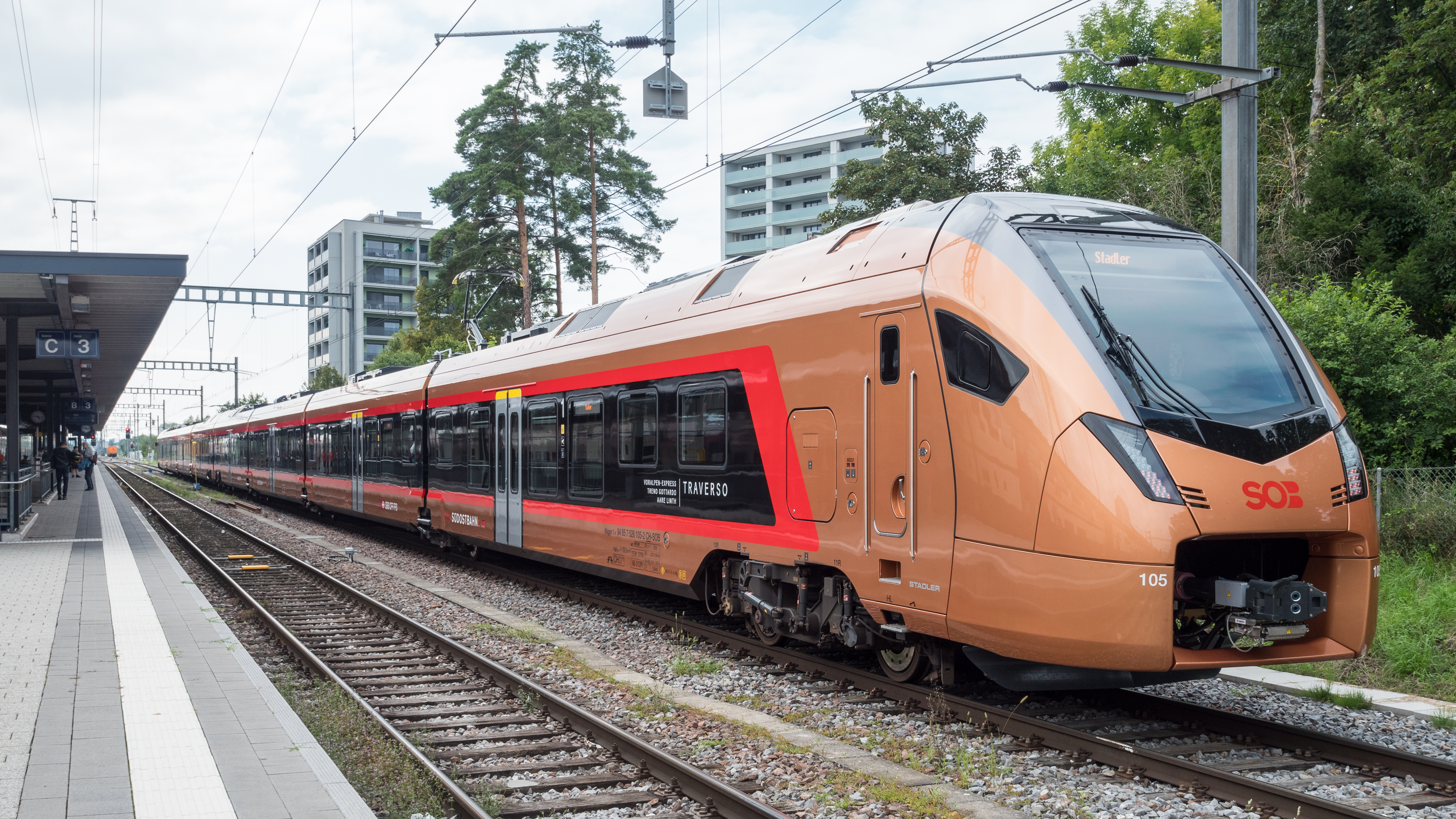
Flirt 3: SOB RABe 526 105 Traverso

De Voralpen-Express (VAE) is sinds 1992 een langeafstand treindienst tussen Luzern via Arth-Goldau, Pfäffikon, Rapperswil, St. Gallen en tot 14 december 2013 door naar Romanshorn. In 1999 werd de Voralpen-Express ondergebracht in een Joint venture met BT, SOB en SBB. De Joint venture op 14 december 2013 opgeheven. De trein rijdt eenmaal per uur met gemoderniseerde en klimatiseerde rijtuigen van het type Einheitswagen I (Revvivo-Wagen). In 2020 worden deze rijtuigen vervangen door treinstellen van het type Flirt 3.

## Trajecten
Het traject van de Südostbahn en de overgenomen trajecten:
- Südostbahn: Pfäffikon SZ - Arth-Goldau
- Zürichsee-Gotthardbahn: Rapperwil - Pfäffikon SZ
- Wädenswil-Einsiedeln-Bahn: Wädenswil - Einsiedeln

De trajecten die sinds 2001 door Schweizerische Südostbahn bereden worden zijn:
- Romanshorn - St. Gallen (19,1 km)
- St. Gallen - Lichtensteig (44,5 km)
- Wattwil - Nesslau-Neu St. Johann
- Rapperswil - Wattwil
- Rapperswil - Pfäffikon SZ (4 km)
- Pfäffikon SZ - Arth-Goldau (34,6 km, 6,1 km gecombineerd met Wädenswil – Einsiedeln)
- Luzern - Arth-Goldau
- Wädenswil - Einsiedeln (16,7 km)

## Elektrische tractie
De lijnen van de SOB werden in 1939 geëlektrificeerd met 15.000 volt 16,7 Hz wisselspanning.